# Vanderhorstia bella
Vanderhorstia bella is een straalvinnige vissensoort uit de familie van grondels (Gobiidae). De wetenschappelijke naam van de soort is voor het eerst geldig gepubliceerd in 2005 door Greenfield & Longenecker.